# Czeremcha wirginijska

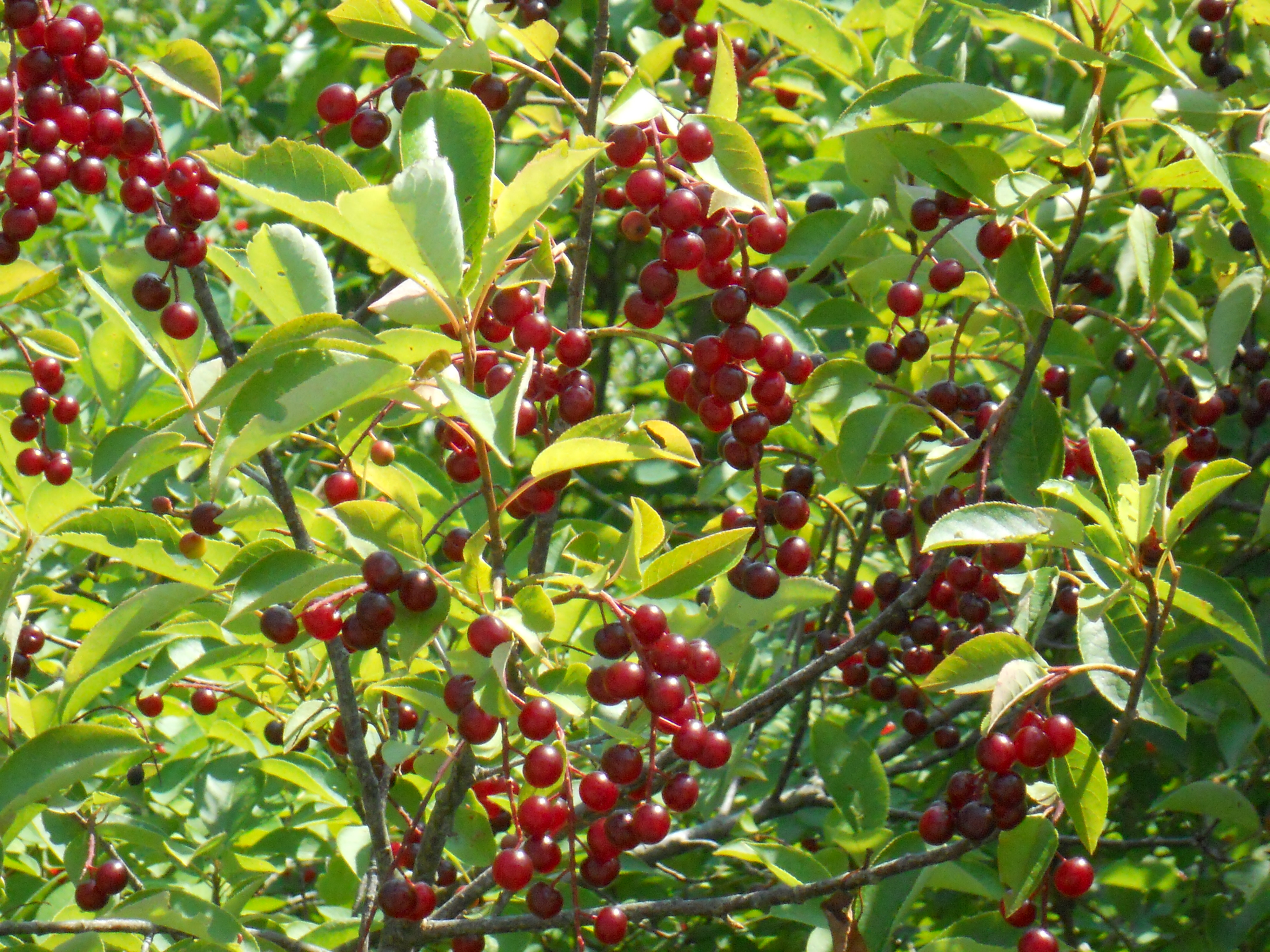
Owoce

Czeremcha wirginijska (Prunus virginiana L.) – gatunek dużego krzewu z rodziny różowatych. Pochodzi z Ameryki Północnej, w Europie Środkowej bywa uprawiana. Tworzy mieszańce z czeremchą amerykańską i czeremchą zwyczajną.

## Morfologia
Gatunek krzewiasty, tworzący odrosty. Ma liście błyszczące o długości do 6 cm i szerokości do 3 cm. Owoce są ciemnoczerwone.